# SAPアレーナ
SAPアレーナ（SAP-Arena）はドイツのマンハイムにある屋内競技場。

## 概要
2005年9月2日にこけら落とし。後に、欧州ソフトウェア大手のSAPが命名権を取得した。
収容人数は最大15,000名。アイスホッケーDELのアドラー・マンハイムとハンドボール・ブンデスリーガのライン・ネッカー・レーヴェンの本拠地としてそれぞれ使用されている。
2007年には世界男子ハンドボール選手権の会場のひとつとしても使用された。
また、ボクシングでは2006年から2008年までの間にいずれもウラジミール・クリチコの世界タイトルマッチ3試合が行われている。